# Drabík stromkovitý
Drabík stromkovitý (Climacium dendroides) je mech, který v Česku patří mezi nejběžnější.

## Popis
Tento mech dorůstá do výšky až 10 cm a vyskytuje se většinou v početných skupinách. Jeho barva je zelená, ale můžeme se setkat i se žlutozeleným odstínem. Typické je pro něj stromkovité větvení lodyžek, které je pro tuto rostlinu natolik typické, že záměna s jiným mechem je téměř nemožná. Na koncích primárních lodyžek najdeme zašpičatělé lístky, jejichž tvar je jazykovitý a podlouhlý. Pokud je vlhko, odstávají. Zakončení lístků je tupé až zaokrouhlené a okraj je pilovitý. Barevná škála lístků se pohybuje ve žlutých, zelených a hnědých odstínech. Štět dorůstá do délky až 4 cm. Tobolka je přímá a má válcovitý tvar s dvojitým obústím. Velikost výtrusů se pohybuje mezi 16–24 µm.

## Ekologie

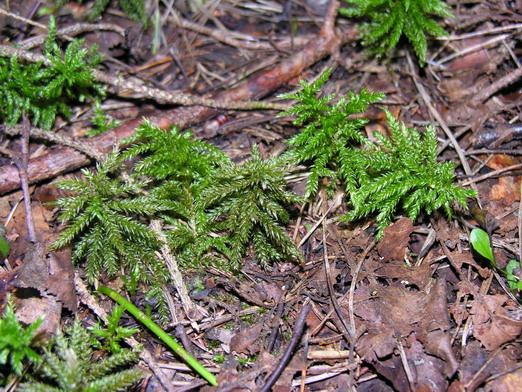
Drabík stromkovitý

Drabík stromkovitý se vyskytuje ve vlhkém prostředí – na vlhkých loukách, v mokřadech či močálech, podél potoků, na březích jezer i na kořenech stromů.

## Výskyt
Tento celkem běžně se vyskytující mech můžeme vidět v mnohých částech světa – obecně od nížin až po klečové oblasti (cca do 2000 m n. m.).